# Mien Harmsen
Hermina Lamberdina Harmsen (Mien) Harmsen (Aalsmeer, 22 januari 1915 - Amsterdam, 18 maart 2000) was een Nederlands verzetsstrijder tijdens de Tweede Wereldoorlog.

## Familie
Mien Harmsen was een dochter van kweker en directeur van de Centrale Aalmeerse Veiling Martinus Harmsen en Apolonia Rinkel. Zij vestigde zich in de zomer van 1937 in Amsterdam-Centrum. Haar persoonskaart vermeldt als beroepen kantoorbediende en typiste bij de Dienst der Publieke Werken.

## Verzetswerk
Ze was bevriend met verzetsman Leo Frijda, die bij haar ouders op kamers woonde. In het voorjaar van 1942 trok Frijda bij Hamsen in aan de Nieuwe Herengracht 17, nadat zij er in november 1941 was komen wonen. Vermoedelijk kwam Harmsen via Frijda in het verzet terecht en werd ze lid van de verzetsgroep CS-6. Op 15 augustus 1943 ging ze op verzoek van Hans Katan, aangesloten bij dezelfde groep, naar zijn voormalige onderduikadres in de Cliostraat om wat eigendommen van hem op te halen. Terwijl zij op zijn kamer was, kwamen vier SD-mannen met getrokken revolver binnen. In haar tas vonden zij onder meer een beschrijving en situatietekening van een geplande spoorwegaanslag op de Veluwe, en een brief waarin het adres van de dichter Ed. Hoornik stond waar Katan op dat moment was ondergedoken.
Harmsen werd gearresteerd en overgebracht naar het hoofdkwartier van de SD in de Euterpestraat, waar zij van ’s avonds zes uur tot de volgende avond zeven uur zonder onderbreking werd verhoord. Na drie dagen werd zij overgebracht naar de gevangenis aan de Amstelveenseweg. Daar bracht ze zes weken door in een kooi die in een stikdonkere cel was opgehangen. In oktober 1943 ging zij naar Kamp Vught. Daar hoorde ze dat Leo Frijda en andere leden van CS-6 terechtgesteld waren. In Vught was zij een van de 74 vrouwen die als vergelding veertien uur in een cel in de bunker werden opgesloten, van wie er uiteindelijk tien stierven. Deze gebeurtenis werd later bekend als het bunkerdrama.
In september 1944 werd Kamp Vught ontruimd, de vrouwen werden naar Ravensbrück gedeporteerd. Enkele weken later ging Harmsen in een groep van ongeveer vijftig Nederlandse vrouwen naar een buitenkamp van concentratiekamp Groß-Rosen in Reichenbach, waar zij moesten werken in een fabriek van Telefunken. Toen op 18 februari het Russische leger het kamp naderde, gingen de vrouwen te voet en later per trein op transport met onbekende bestemming. Op 8 april arriveerden ze in een buitenkamp van Neuengamme in Salzwedel; op 14 april werden ze daar bevrijd door het Amerikaanse leger.

## Na de oorlog
De vader van Mien, Martinus Harmsen, zat tot 6 mei 1945 in het huis van bewaring aan het Kleine-Gartmanplantsoen/Weteringschans in Amsterdam.
Op 29 april 1954 trouwde Mien Harmsen met beeldend kunstenaar Dick Elffers (1910-1990), die een jaar daarvoor weduwnaar geworden was van Emmy Andriesse. Samen gaven zij het kinderboek Filipijn en de toverkruik  (1948) uit. Onder haar redactie verscheen het boek Brandt-Vonken (1949). Vanaf 1950 had zij de leiding over het Bureau voor Aesthetische Adviezen, het uitvoerend orgaan van de Stichting Centraal Adviesbureau voor gebonden kunsten en industriële vormgeving.
Harmsen overleed op 85-jarige leeftijd op 18 maart 2000. Zij is een van de vrouwen van wie het leven is beschreven in het boek Samen eervol overleefd van Hans Suijs. Op basis van dit boek werd in 2020 in Gouda de theatervoorstelling Overleven is Herinneren opgevoerd.